# Graslöwe
Der Graslöwe ist eine Figur, die von der Deutschen Bundesstiftung Umwelt (DBU) für die Umweltbildung ins Leben gerufen wurde. Seit Anfang 2009 ist die Auslandsgesellschaft Deutschland e.V. Träger des Projekts. Die Förderung läuft weiterhin über die DBU.

## Zielgruppe
Er wurde als Identifikationsfigur für Kinder zwischen sechs und zwölf Jahren geschaffen. Auf kindgerechte Weise soll der Löwe mit der grünen Mähne als „Umweltbotschafter“ Inhalte zu Nachhaltigkeit und Umweltschutz vermitteln, wie zum Beispiel Energiesparen, nachhaltige Mobilität oder gesunde Ernährung. "Mach dich stark für deine Umwelt!" lautet sein Motto. Ergänzend dazu spricht der Graslöwe seit 2009 vermehrt Kinder mit Migrationshintergrund an. Er fördert interkulturelles Lernen und unterstützt Sprachkompetenzförderung.

## Projekte
Als Dachmarke der DBU ist der Graslöwe an verschiedenen Projekten beteiligt, bei denen das Thema Nachhaltigkeit für Kinder unterhaltsam und spannend vermittelt werden soll. Um die Kinder für Umweltthemen zu sensibilisieren und sie zu motivieren, selbst aktiv zu werden, werden unterschiedliche Medien verwendet: Graslöwen TV, Graslöwen Radio, Graslöwen Klassenfahrten, Graslöwen Clubs sowie ein Graslöwen Musical.
- Im öffentlich-rechtlichen Kinderfernsehsender KI.KA laufen verschiedene Serien und Filme unter dem Graslöwen-Logo.
- Im Graslöwen Radio erlebt der Löwe zusammen mit seinen Freunden, den Kindern, spannende Umweltabenteuer. Das 2008 erschienene Hörspiel „Die Currywurst-Lüge“ mit prominenten Sprechern wie Anke Engelke und Kurt Krömer befasst sich mit dem Thema „gesunde Ernährung“.
- Pädagogisches Begleitmaterial zu den Fernseh- und Radioproduktionen soll Lehrer dabei unterstützen, Umwelt- und Nachhaltigkeitsthemen mit Hilfe der Sendungen im Unterricht zu vermitteln.
- Bundesweit bieten Institutionen Programme zum Graslöwen Club an, um Kindern Anlaufstellen zu bieten, die sich aktiv für ihre Umwelt einsetzen möchten.
- In Zusammenarbeit mit dem Deutschen Jugendherbergswerk (DJH) wurde ein eigenes Profil „Graslöwen Klassenfahrten“ erstellt. Das Thema Nachhaltigkeit soll während dieser Reisen erlebbar werden und auf den Alltag der Kinder übertragbar sein.

## Filme und Serien
Im Zusammenhang mit dem Graslöwen entstanden die Filme Der verzauberte Otter (2004) und Die Hollies (2004) sowie die Serien Die Graslöwen (2002) und Die Hydronauten (2003).

## Graslöwen-Hörspiele
2005 startete in Kooperation mit dem nichtkommerziellen Kinderradiosender Radijojo eine Hörspielreihe, in der der Graslöwe zusammen mit der Elfe Holi und den Kindern Farid und Marlon viele Umwelt-Abenteuer erlebt. Die redaktionelle Leitung des Projekts hatten Heike Weber und Britta Steffenhagen, die neben dem Autor Ephraim Broschkowski auch für die Inhalte der 25 Hörspielfolgen zuständig waren.
Im Februar 2008 erschien im Terzio-Verlag das Hörspiel „Die Currywurst-Lüge“. Autoren sind Ephraim Broschkowski, und Britta Steffenhagen. In dem Hörspiel zum Thema Ernährung sind unter anderen Anke Engelke und Kurt Krömer zu hören.